# Bisnius
Bisnius is een monotypisch geslacht van kevers uit de familie van de kortschildkevers (Staphylinidae).

## Soort
- Bisnius macies Sharp, 1874